# BAPCoコンソーシアム
BAPCoコンソーシアム (Business Applications Performance Corporation consortium) は、PC用の一般的なアプリケーション・ソフトとOSにおける客観的なパフォーマンス・ベンチマーク用ソフトウェアを開発し普及させることを目的とした非営利団体とされているが、実質的にはIntelがコントロールしている（Intelと住所が同じ）である。
BAPCoの現在のメンバーには、ARCintuition、アセロス・コミュニケーションズ、CNET、Compal Electronics、デル、パッカードベル、インテル、レノボ、マイクロソフト、サムソン、サンディスク、シーゲート、ソニー、東芝、VNU Business Publications Limited (UK), ZDNet, and Ziff Davis、が含まれる。
2011年6月7日に最新の「SYSmark 2012 ベンチマーク」が公開されたが、主要メンバーの1社であった米AMD社は、6月21日にこれを支持しないと公表した後、BAPCoからの脱退を表明した。
また、NVIDIA社とVIA社も同様に脱退していた。